# Perturbação do pensamento
Perturbações do pensamento ou perturbações formais do pensamento são perturbações mentais em que o pensamento se manifesta confuso, conforme evidenciado por discurso confuso. Entre as perturbações específicas de pensamento estão o descarrilamento do pensamento, pobreza de discurso, discurso tangencial, ilogicidade, perservação do pensamento e bloqueio de pensamento.
Eugen Bleuler, ao definir a esquizofrenia, sustentou que as perturbações do pensamento eram o elemento definidor. No entanto, as perturbações formais do pensamento não são exclusivas da esquizofrenia ou da psicose. São em muitos casos um sintoma de mania e, menos frequentemente, podem estar presentes noutras perturbações mentais como a depressão.